# Philipp Müller (Fotograf)
Philipp Müller (* 30. Juni 1822 in Mainz; † 1867) war ein deutscher Fotograf und Kaufmann.

## Leben und Wirken
Philipp Müller wurde als Sohn des aus dem böhmischen Pomeisl stammenden Schuhmachers Joseph Müller (1780–1854) und der Maria Anna, geb. Kerz (1788–1845) geboren.
Laut Mainzer Familienregister war er zunächst als Gastwirt tätig. Im Jahr 1856 zog er nach Homburg vor der Höhe. Dort war er Geschäftsinhaber des Gemischtwarenladens „Au grand turc“ gegenüber dem Kurhaus in der Louisenstraße, wo er Tabakwaren, Tee, Schokolade, Toilette- und Galanteriewaren zum Verkauf anbot. Im Jahr 1857 übernahm Müller zudem eine Versicherungsagentur und vertrieb als Auswanderungsagent Billets für Schiffspassagen.

### Tätigkeit als Fotograf

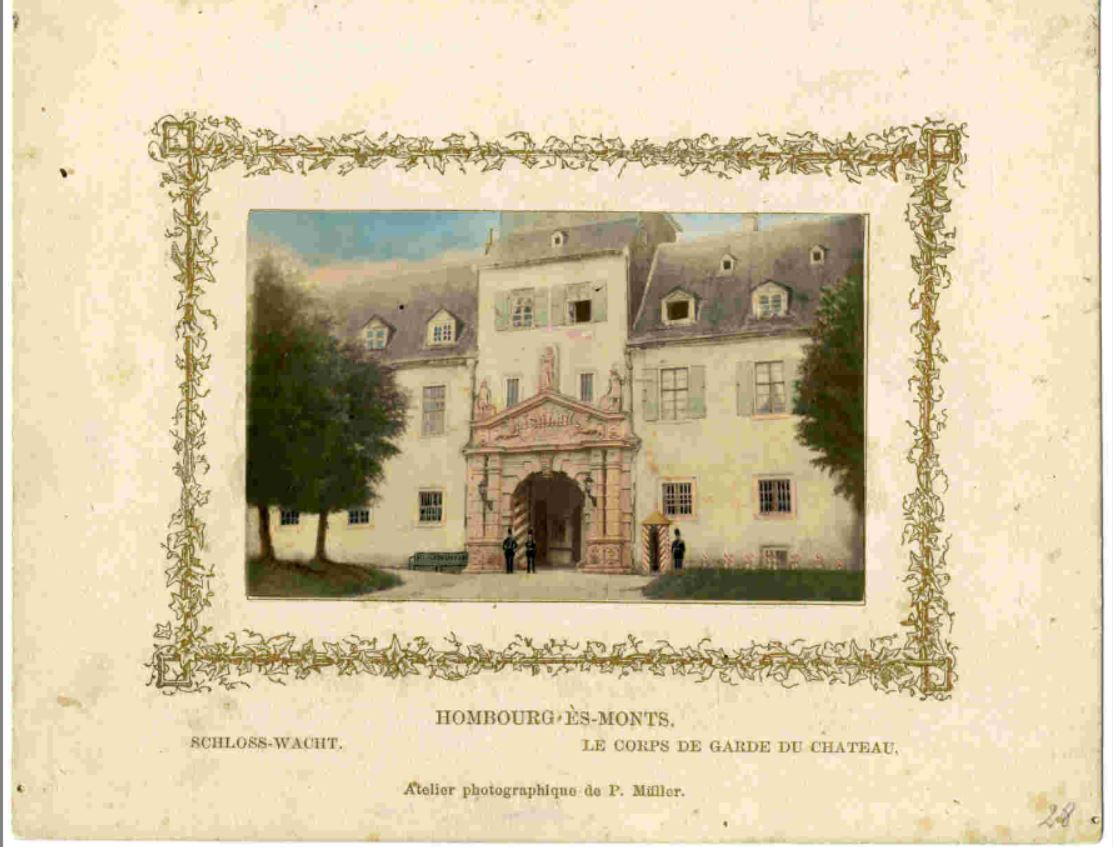
Hombourg-Ès-Monts. Schloss-Wacht. Le Corps de Garde du Chateau. Philipp Müller (1863).

Bereits 1853 bot der Fotograf Hermann Emden seine Werke zur Ansicht im Laden des „Au grand turc“ an. Ab 1863 war Müller unter derselben Adresse als Fotograf tätig und betrieb ein eigenes Fotoatelier. Er erlangte schnell Anerkennung für seine Fotografien, so wurden diese sowohl 1863 als auch 1865 lobend im Taunusboten hervorgehoben. Insbesondere im Bereich der topographischen Fotografie trat Müller mit seiner Arbeit hervor. Er schuf unter anderem verschiedene historisch wertvolle Abbildungen der Stadt Homburg vor der Höhe im Kollodiumverfahren, die er mit Ölfarben kolorierte. Im Jahr 1868 erschien ein Buch mit Originalfotografien der Stadt für französische Kurgäste unter Müllers Namen. Das Atelier wurde nach seinem Tod bis mindestens 1871 von seiner Witwe mit anderen Fotografen weitergeführt.

### Familie
Philipp Müller war mit Caroline Josephine Auguste Müller (1826–1885) verheiratet, einer Tochter des Großherzoglich-Hessischen Hofinstrumentenmachers Carl August Müller. Sein Enkel war der Frankfurter Stadtdirektor Adolf Dannhof (1880–1956), seine Nachkommin Edith Dannhof (1906–2001) heiratete einen Sohn des Gartenarchitekten Philipp Siesmayer.